# 송수한
송수한은 대한민국의 텔레비전 드라마 작가이다. 

## 드라마
- 2023년 JTBC 토일 미니시리즈 《대행사》 ... 집필